# Crise du rouble russe commencée en 2014

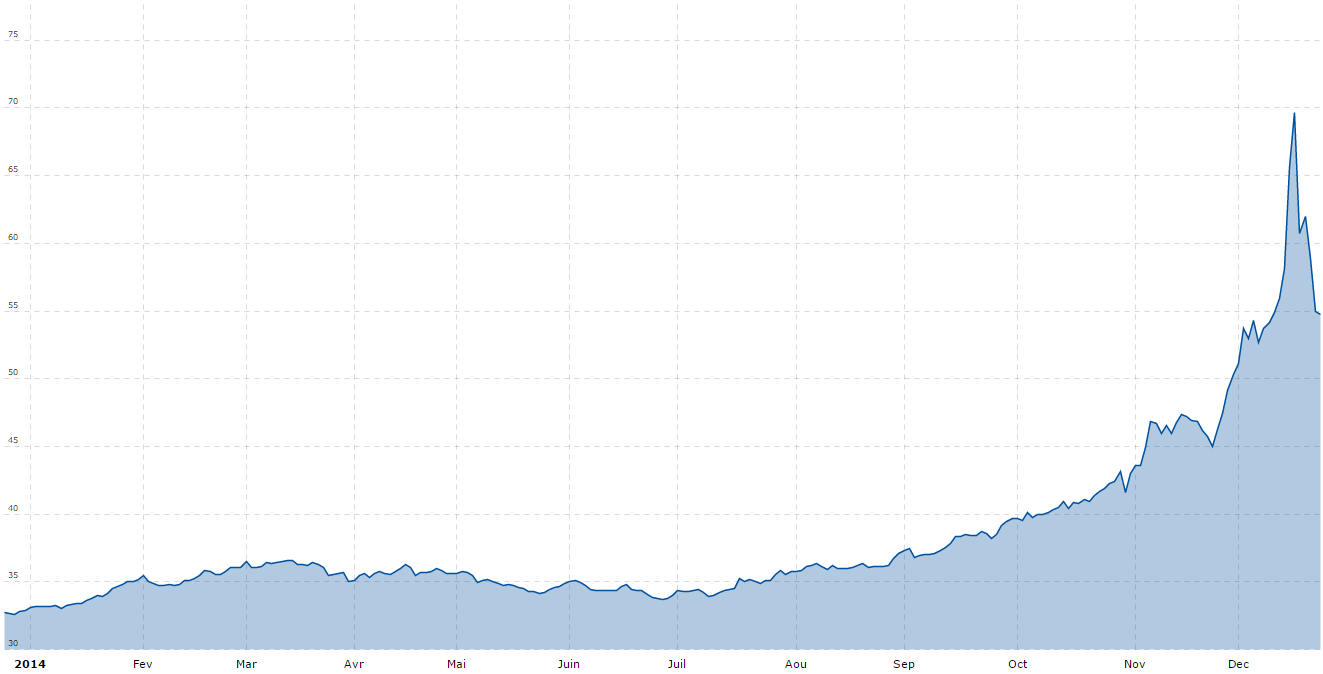
Taux de change du rouble russe pour 1 dollar américain du 23 décembre 2013 au 23 décembre 2014.

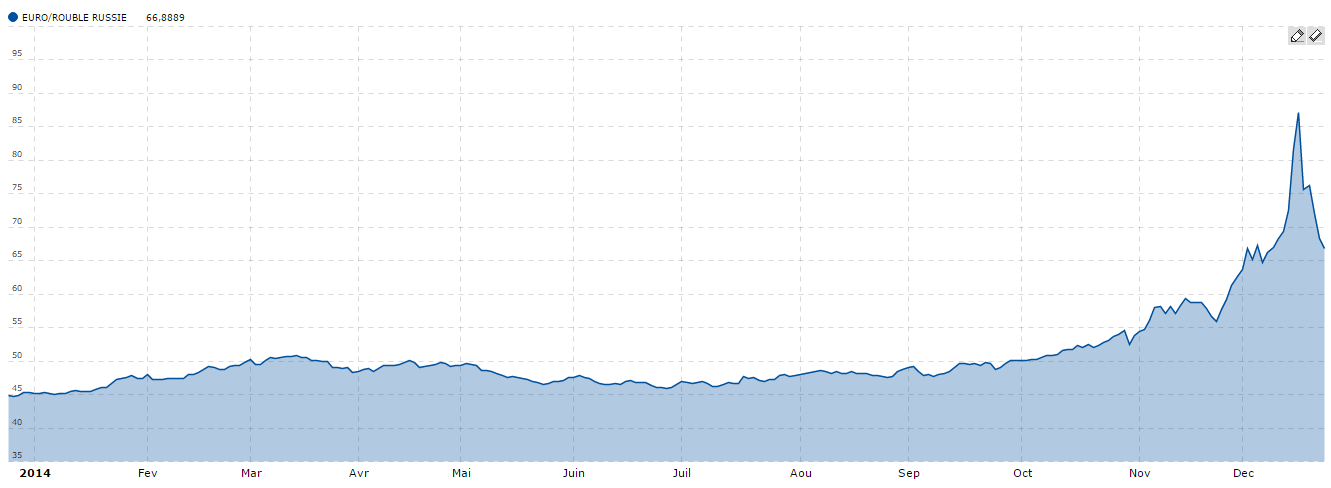
Taux de change du rouble russe pour 1 euro du 23 décembre 2013 au 23 décembre 2014.

La crise du rouble russe est une crise financière qui commence vers le mois de juillet 2014 et s'accentue très fortement vers le début du mois de décembre de la même année. Cette crise financière a pour principales causes la baisse du prix du pétrole, la spéculation contre le rouble russe et les sanctions économiques infligées par l'Union européenne à la Russie dans le cadre de la guerre en Ukraine. En effet, le pétrole représente 50 % des recettes de la Russie et les deux tiers des exportations du pays. Un rapport de la Banque centrale de Russie publié le 15 décembre montre que si le baril de pétrole se maintenait à 60 dollars américains, prix atteint après six mois de baisse, divisant presque par deux son cours en 2014, l'économie russe se contracterait de 4,5 à 4,8 %.

## Phases
| Événement(s)                                                                 | Date             | RUB pour 1 USD | Réf.  |
| ---------------------------------------------------------------------------- | ---------------- | -------------- | ----- |
| Début de l'Euromaïdan                                                        | 21 novembre 2013 | 32,9975        | [ 1 ] |
| Crise de Crimée                                                              | 18 mars 2014     | 36,2477        | [ 2 ] |
| Référendum de 2014 à Donetsk Référendum de 2014 à Louhansk                   | 11 mai 2014      | 35,2270        | [ 3 ] |
| Protocole de Minsk                                                           | 5 septembre 2014 | 37,0028        | [ 4 ] |
| Élections générales de 2014 à Donetsk Élections générales de 2014 à Louhansk | 2 novembre 2014  | 43,0072        | [ 5 ] |
| Intervention de la Banque centrale russe                                     | 16 décembre 2014 | 68,4910        | [ 6 ] |
| 10 jours après l'intervention de la Banque centrale russe                    | 26 décembre 2014 | 53,4330        | [ 7 ] |
| Accords de Minsk II                                                          | 11 février 2015  | 66,0305        |       |

### Crise ukrainienne
Le taux de change du rouble russe est resté stable dans la fourchette de 35-40 roubles pour un euro depuis le début de l'année 2005. Les premières petites variations apparaissent vers juillet 2013 quand le gouvernement russe élève le ton devant les accords que l'Ukraine envisage et se prépare à signer avec l'Union européenne à la fin de l'année 2013. Il convient pour le gouvernement ukrainien de « sérieusement réfléchir » affirme alors Moscou. Dès ces premières pressions, le rouble commence à bouger et franchir les 44 roubles pour un euro au mois d'août 2013. La fin de l'année avec l'Euromaïdan et la fuite du président ukrainien à Moscou rapprochent la monnaie russe des 50 roubles vis-à-vis de la monnaie européenne. La devise russe reste dans cette fourchette des 45-50 roubles pour un euro jusqu'à mi-septembre 2014, terminant là cette première phase de dévaluation liée à la crise ukrainienne, et ne connaissant donc pas de chute liée aux sanctions économiques américaines et européennes.

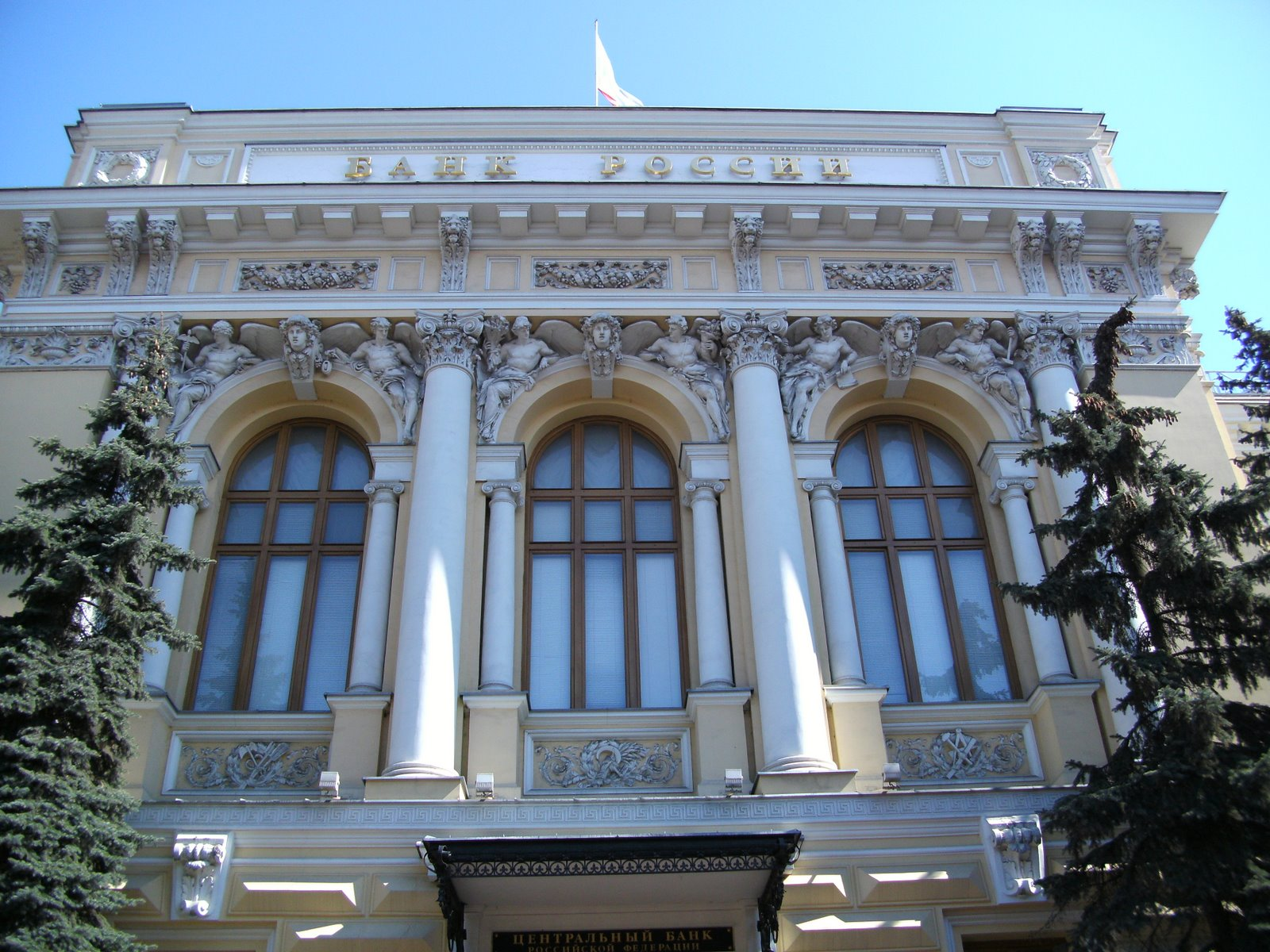
La Banque centrale de Russie en 2009.

### Chute du prix du pétrole
La deuxième phase de la dévaluation est due à la baisse continue du prix du baril de pétrole dont la Russie produit 10 millions de barils par jour, premier contributeur des exportations et des rentrées fiscales russes. En octobre 2014, le baril de pétrole perd 10 % et le rouble 8 % ; en novembre 2014, 14 % pour la baisse du pétrole et 15 % pour la baisse de la monnaie russe.
En décembre 2014, jusqu'au 11e jour du mois, le rouble russe subit la spirale baissière du pétrole qui dévisse de 12 % sur ces dix premiers jours du mois, et le rouble de 11 %. La Banque centrale russe, qui a cessé ses interventions le 5 novembre, intervient pour relever son taux directeur de 1 point de pourcentage le 11 décembre, en le haussant de 9,5 à 10,5 % ; décision ne répondant pas à l'ampleur du problème. La valeur du rouble diminue subséquemment de 12 % en 4 jours. Au 1er janvier 2014, 1 euro vaut 45 roubles, puis au 15 décembre 2014, passe à 78 roubles ; la monnaie russe a donc perdu 42 % de sa valeur depuis le début de l'année 2014. Le mardi 16 décembre, 100 roubles russes s'échangent contre un euro, soit une division par deux de sa valeur par rapport au 1er janvier.

### Débâcle à la Bourse de Moscou
Le rouble perd 20 % de sa valeur le 16 décembre, créant un petit krach à la Bourse de Moscou et plongeant l'économie russe au bord du chaos. L'euro a ainsi dépassé le seuil des 100 roubles alors qu'il s'est échangé à 73 roubles le 15 décembre. De son côté, le dollar franchit les 80 roubles, contre 58 roubles le 15 décembre. La Bourse de Moscou recule de 17 % à la mi-séance.

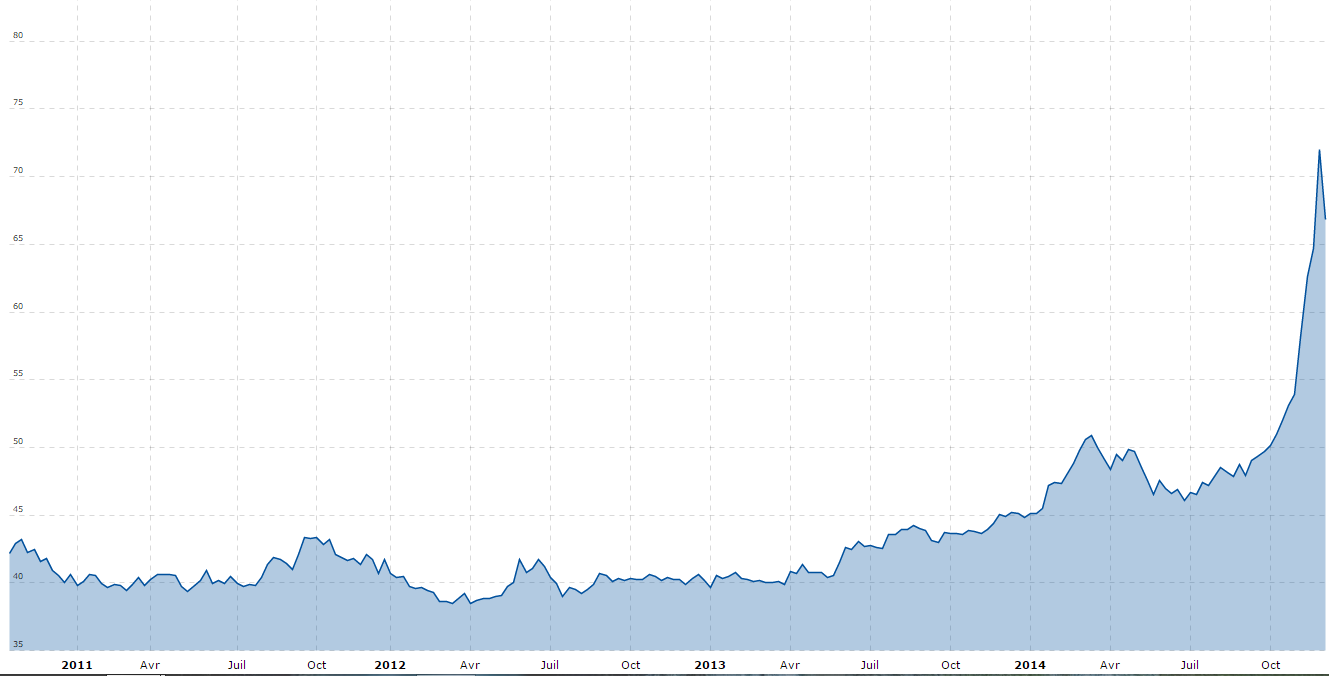
Roubles russes pour 1 euro du 22 octobre 2010 au 23 décembre 2014.

Le 17 décembre, le rouble remonte très légèrement, de même le 18 décembre. Ce même jour, le président russe Vladimir Poutine s'exprime pour la première fois sur cette crise lors de sa conférence de presse annuelle. Il évoque « quelques turbulences » récentes et déclare que « la crise économique durera[it] deux ans maximum ». Cette crise fait exploser les taux d’emprunt à dix ans de l’État russe qui grimpent de 3 %, à presque à 16 %.

### Crise systémique
Ce krach, qui met à mal l'économie russe pour au moins l'année 2015, exige d'autres décisions monétaires. C'est pourquoi le 15 décembre 2014 à 23 h, la Banque centrale russe porte son taux directeur à 17 %. Cette situation, que nul n'a envisagée, fait connaître à la Russie une crise économique subséquente de la crise monétaire, elle-même conséquence de la baisse du cours du pétrole. La Russie a importé en 2013 pour plus de 300 milliards $US de produits agricoles et de produits manufacturés. Elle en a exporté autant en produits pétroliers. Or, la baisse du prix du baril réduit cette recette de 40 %.

### Hausse de la valeur du rouble russe et retour à une stabilité financière

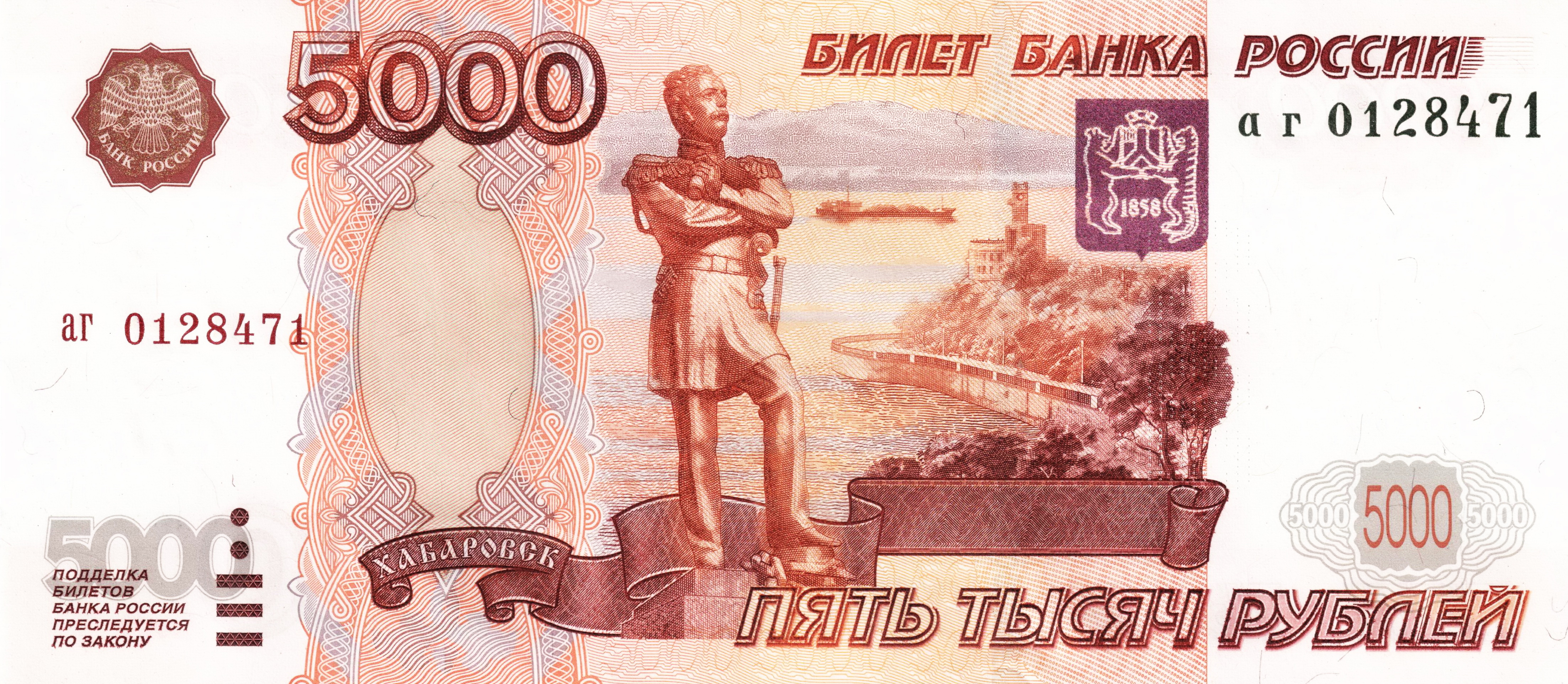
Le billet de 5000 roubles russes (la plus grande valeur nominale).

Jouissant de réserves de change solides à la Banque centrale russe (420 milliards $US, soit un ratio de 12,5 %), d'un stock d’or suffisamment important pour soutenir la monnaie nationale (6 % de la masse monétaire russe) et d'une dette publique très faible (9 % du PIB), la Russie parvient grâce à ses réserves et ses atouts à inverser la courbe descendante du rouble dès le mercredi 17 décembre 2014 avec un redressement de +13 % en une seule journée, qui se poursuit à un niveau moins important mais net jusqu'à la fin de la semaine avec une reprise de +23,9 % au total.

## Conséquences

### Russie

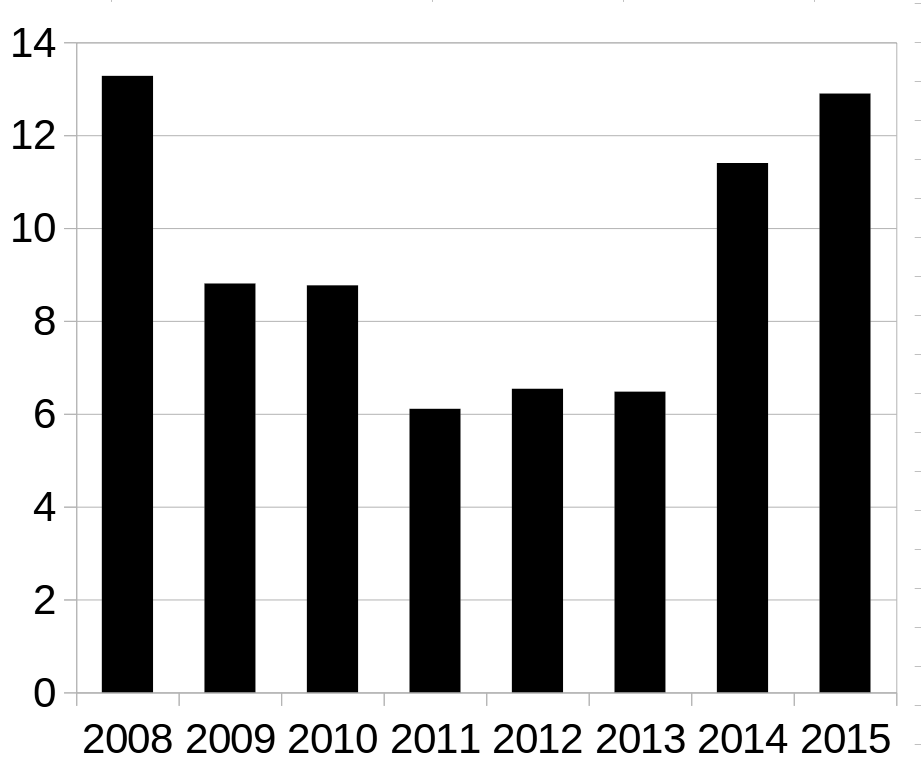
Inflation annuelle en Russie entre 2008 et 2014 (en pour cent).

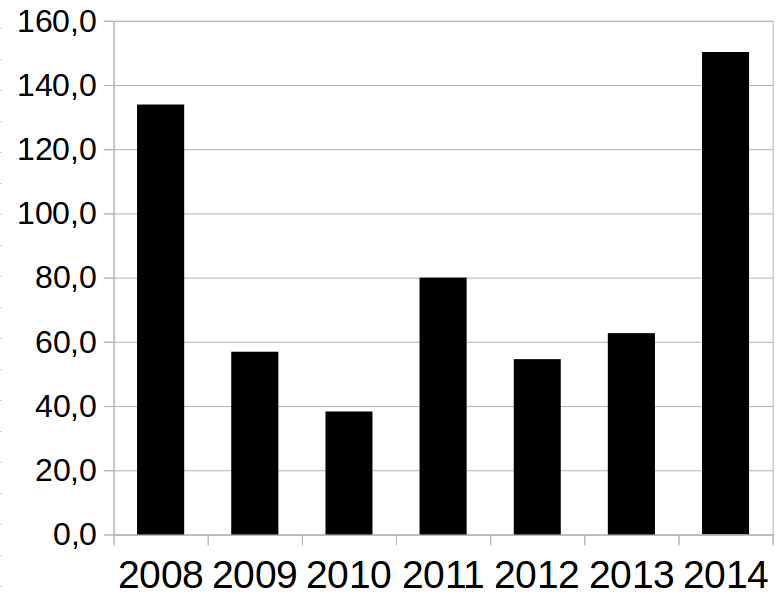
Sorties de capitaux en Russie entre 2008 et 2014 (en milliards d'USD).

En ce qui concerne les ménages, la hausse des prix est une répercussion très concrète. Elle approchait déjà 10 % sur un an le 18 décembre 2014 et risque de s'accentuer pour atteindre 15 %. Le mois de décembre 2014 voit réapparaître des étiquettes en devises étrangères dans certains magasins, étiquettes fréquentes durant les années 1990. Certains Russes se sont dépêchés d'acheter du matériel électronique, des meubles voire des voitures, dans la peur d'une très haute flambée rapide et prochaine des prix. Aussi, pour la deuxième fois en un mois, les prix des billets d'avion augmentent de 14 %, ainsi que ceux du constructeur automobile Nissan, de 3 % à 5 %.
La Russie est également confrontée à un départ de ses capitaux : 128 milliards $US (soit 103 milliards d’euros) se sont « envolés » en 2014, selon la Banque centrale de Russie. Les 20 premières fortunes de Russie ont mis à l'abri une grande partie de leurs avoirs dans des paradis fiscaux. Chypre est l'une des destinations financières favorites des millionnaires et milliardaires russes. Afin de stopper cette fuite, Vladimir Poutine propose une amnistie pour les capitaux rapatriés. Ainsi, Alicher Ousmanov, l'homme le plus riche de Russie, a rapatrié dans son pays ses participations majoritaires.
Aussi, de nombreuses firmes comme Apple, Ikea et McDonald's, ou bien des constructeurs comme Nissan, ont pris des mesures. Effectivement, l'Apple Store a fermé sur Internet en Russie le mercredi 17 décembre, il est donc impossible d'acheter des produits provenant d'Apple en ligne. La marque se justifie par la perte énorme d'argent en raison des fluctuations du rouble ; de ce fait, elle a prévu d'augmenter fortement ses prix avant de rouvrir. McDonald's a de son côté ajusté ses tarifs : le prix du Big Mac a ainsi augmenté de 2,2 % pour s'établir à 94 roubles. De son côté, General Motors a annoncé le 18 décembre la suspension de la livraison de ses véhicules aux concessionnaires russes en réponse à la volatilité du rouble sur le marché des changes. Nissan a déjà augmenté de 5 % à 8 % ses prix sur la moitié des modèles commercialisés en Russie. Selon Carlos Ghosn, le groupe automobile japonais a relevé ses tarifs sur les modèles qui utilisent beaucoup de composants importés.
Lundi 22 décembre, la Banque centrale annonce avoir mis sous tutelle la banque Trust, au bord de la faillite. Près de 30 milliards de roubles (soit 492 millions d'euros) vont être utilisés pour renflouer cet important groupe bancaire russe (29e établissement bancaire de Russie ; mais surtout 15e en nombre de dépôts de particuliers). La Banque centrale de Russie a annoncé qu'elle va instaurer une gouvernance provisoire à la tête de la banque le temps de trouver un repreneur qui devrait être « une grande banque russe ». Ce sauvetage est une manière de rassurer les investisseurs afin d'éviter un effet de contagion.
Le 2 novembre 2015, la Banque centrale annonce le retrait des licences de quatre banques : Benifits-Bank (224e banque du pays par les actifs sur plus de 700), de BMB (474e), de Just-Bank (483e) et d'Agroïnkombank (581e).

### Biélorussie
À la suite de la crise du rouble russe, la population biélorusse s'est dépêchée vers les bureaux de change pour acheter des devises étrangères, craignant une dévaluation de leur monnaie nationale, le rouble biélorusse. Aussi, la banque centrale de Biélorussie impose une taxe « temporaire » de 30 % sur l'achat de devises et impose aux exportateurs de vendre la moitié de leurs revenus en devises,. Le dimanche 21 décembre 2014, la Biélorussie bloque des boutiques en ligne et des sites internet d'information afin de limiter la ruée vers les banques et les magasins de personnes cherchant à sécuriser leur épargne. Les boutiques en ligne ont également été bloquées en masse. Afin de limiter le risque de faillite, le gouvernement annonce un moratoire sur la hausse des prix pour les biens de consommation et donne l'ordre aux producteurs locaux d'appareils électriques d'« augmenter » les livraisons et de maintenir les prix en l'état.

### Europe de l'Ouest
Cette chute du rouble russe corrélée à la baisse du prix du pétrole a également eu des conséquences en France et en Allemagne. Les actifs les plus sûrs ont connu une forte demande, signe de l’inquiétude des investisseurs. Les taux d'emprunt à dix ans de l'Allemagne et de la France touchent ainsi mardi 16 décembre 2014 de nouveaux plus bas taux historiques sur le marché obligataire.

## Actions afin d'endiguer la chute du rouble russe

### Actions de la Russie
Le gouvernement russe passe à l’action dans la nuit du lundi 15 décembre 2014 au mardi 16 décembre 2014 puisqu'il augmente, fait exceptionnel, de 6,5 points de pourcentage son taux directeur à 17 %, contre 10,5 % auparavant et 5,5 % au début de l'année. « Cela n’a eu aucune efficacité mardi puisque le rouble a continué de chuter », juge l'économiste français Jacques Sapir.
La Russie procède à la vente de devises étrangères afin de soutenir le rouble, que son ministre des finances Anton Silouanov juge « extrêmement sous-évalué ». Aussi, un plan de recapitalisation des banques russes de 1 000 milliards de roubles (soit 13 milliards d'euros) a été discuté au Parlement russe le vendredi 19 décembre 2014. Cette considérable recapitalisation est un signe que la situation inquiète l'exécutif russe. Le ministère des Finances espère ainsi augmenter de 13 % le capital du secteur bancaire et ainsi les volumes des crédits délivrés d'au moins 15 %. D'autre part, le gouvernement russe annoncé lundi 23 décembre l'introduction de barrières douanières pour limiter les exportations de céréales. En réduisant les ventes à l'étranger, les autorités russes comptent augmenter la demande sur le marché intérieur et donc créer une contre-dynamique de baisse des prix. Mais cette décision va à l'encontre de la volonté des producteurs russes. Ils comptent en effet profiter de la chute du rouble pour accroître le revenu de leurs ventes en $US à l'étranger. Cette décision inquiète aussi les marchés mondiaux ; lesquels, juste après l'annonce des restrictions de la Russie, l'un des plus gros exportateurs de blé (1/6 du commerce mondial de céréales), voient leurs cours de matières premières grimper de près de 3 euros sur la bourse Euronext.

### Actions de la Chine
Mardi 16 décembre 2014, les banques centrales de Russie et de Chine activent un swap de 24 milliards $US.
La Chine affiche son soutien à l’économie russe au cours du jour qui suit la déconfiture du 16 décembre. Le ministre chinois des affaires étrangères, Wang Yi, annonce que son pays est prêt à soutenir la Russie « si nécessaire » bien qu'il ait également affirmé que celle-ci a la « sagesse et les ressources nécessaires » pour s'extirper de ses difficultés. Le ministre du commerce chinois propose d'utiliser davantage la monnaie chinoise dans les relations commerciales avec la Russie en raison de la faiblesse du rouble afin de garantir la sécurité des échanges. Ce soutien économique ne serait pas désintéressé. Effectivement, les liens commerciaux entre la Chine et la Russie se sont considérablement renforcés depuis que l’Occident sanctionne économiquement la politique de Vladimir Poutine. Aussi, pour la Chine, une économie russe robuste est un gage de croissance important.

## Impact sur les monnaies des anciens pays soviétiques
Les divers événements ci-dessous affectent également les taux de change des anciens pays soviétiques par rapport au dollar américain :
| Début de l'Euromaïdan                    | 21 novembre 2013 | 403,82 | 0,7844 | 9 332,29  | 1,6761 | 152,74 | 48,8687 | 4,772  | 8,1978  | 2 169,605  |
| Crise de Crimée                          | 18 mars 2014     | 415,46 | 0,7843 | 9 842,75  | 1,7242 | 182,34 | 54,4999 | 4,8001 | 10,0238 | 2 236,6599 |
| Coupure du gaz russe en Ukraine          | 16 juin 2014     | 411,09 | 0,7843 | 10 179,93 | 1,7669 | 183,13 | 51,9848 | 4,9241 | 11,9204 | 2 320,1599 |
| Intervention de la Banque centrale russe | 16 décembre 2014 | 475,19 | 0,7832 | 10 948,51 | 1,85   | 184,04 | 57,60   | 5,1301 | 15,8500 | 2 413,96   |